# Вољице
Вољице је насељено место у Босни и Херцеговини у општини Горњи Вакуф-Ускопље. Административно припада Федерацији Босне и Херцеговине, односно њеном Средњобосанском кантону. Према попису становништва из 2013. у насељу је било 179 становника, а село је било национално хетерогено са хрватско-бошњачком већином.

## Становништво
По последњем службеном попису становништва из 2013. године у насељу Вољице живело је 179 становника, а село је било етнички хетерогено са већинском хрватско-бошњачком популацијом.
| Националност | 2013. | 1991.        | 1981.        | 1971.        |
| Бошњаци      | —     | 205 (61,56%) | 199 (58,70%) | 202 (58,55%) |
| Хрвати       | —     | 123 (36,94%) | 114 (33,63%) | 142 (41,16%) |
| Срби         | —     | 0            | 0            | 1 (0,29%)    |
| Југословени  | —     | 4 (1,20%)    | 1 (0,49%)    | 0            |
| остали       | —     | 1 (0,30%)    | 25 (7,37%)   | 0            |
| Укупно       | 179   | 333          | 339          | 345          |